# Księstwo Styrii
Księstwo Styrii (niem. Herzogtum Steiermark, slow. Vojvodina Štajerska) – jedno z państw Świętego Cesarstwa Rzymskiego powstałe w 1180 poprzez podniesienie dotychczasowej marchii styryjskiej do rangi księstwa Rzeszy. Od 1804 roku kraj Cesarstwa Austriackiego, od 1849 jeden z jego krajów koronnych.

## Historia

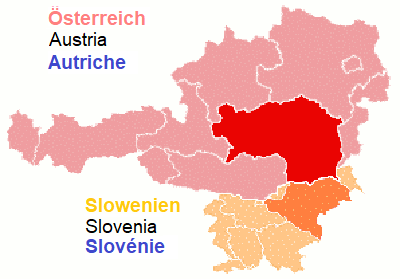
Podział Księstwa Styrii w 1918 roku pomiędzy Republikę Austrii i Królestwo SHS (późniejsza Jugosławia)

Styria stała się księstwem Rzeszy w 1180 roku. W latach 1192–1246 rządzone przez dynastię Babenbergów. W drugiej połowie XIII wieku władzę nad nim na krótko przejął król czeski Przemysł Ottokar II. Jednak po jego klęsce w walce z Rudolfem Habsburgiem w 1278 roku Księstwo Austrii i Księstwo Styrii przeszły pod panowanie dynastii Habsburgów, stając się jednym z fundamentów ich monarchii. Od tego czasu została na stałe już połączona z Austrią unią realną.
W 1918 roku po I wojnie światowej i likwidacji Austro-Węgier, Księstwo Styrii zostało rozdzielone między Republikę Austriacką i Państwo Słoweńców, Chorwatów i Serbów (włączonego po kilku miesiącach do Królestwa SHS) .